# Alojz Budin
Alojz Budin, slovenski politični in narodni delavec ter časnikar, * 30. december 1904, Koludrovca, † 11. oktober 1960, Trst.

## Življenje in delo
Rodil se je v slovenski kmečki družini v Koludrovci pri Trstu. Po končani ljudski šoli je v Trstu napravil 3. razrede gimnazije ter nato dokončal realko v Idriji. Na tržaški univerzi je vpisal študij ekonomije, a je bil zaradi delovanja v Komunistični partiji Italije izključen. Fašistični režim ga je 1931 na sodnem procesu obsodil na 3 leta konfinacije v Neaplju, tu se je vpisal na univerzo, a je bil prav tako nasilno pregnan in vpoklican k vojakom. Vojaški rok je služil v Libiji. Po vrnitvi domov je od 1934 ilegalno deloval med voditelji  slovenskih primorskih komunistov, sodeloval z organizacijo TIGR, prenašal propagandni material, bil vodič ilegalcem, ki so bežali v Kraljevino Jugoslavija ali se od tam vračali, sodeloval s P. Tomažičem pri izdaji lista Delo in organiziranju Komunistične partije Italije v Julijski krajini. Leta 1940 je bil aretiran in na 2. tržaškem procesu med 2. in 14. decembrom 1941 obsojen na 30 let zapora. Po kapitulaciji Italije je odšel v partizane, po osvoboditvi pa je bil odgovorni urednik Soškega tednika. Leta 1948 je bil na prvih tržaških upravnih volitvah izvoljen v zgoniški občinski svet in odbor.